# Arno Trachbrodt

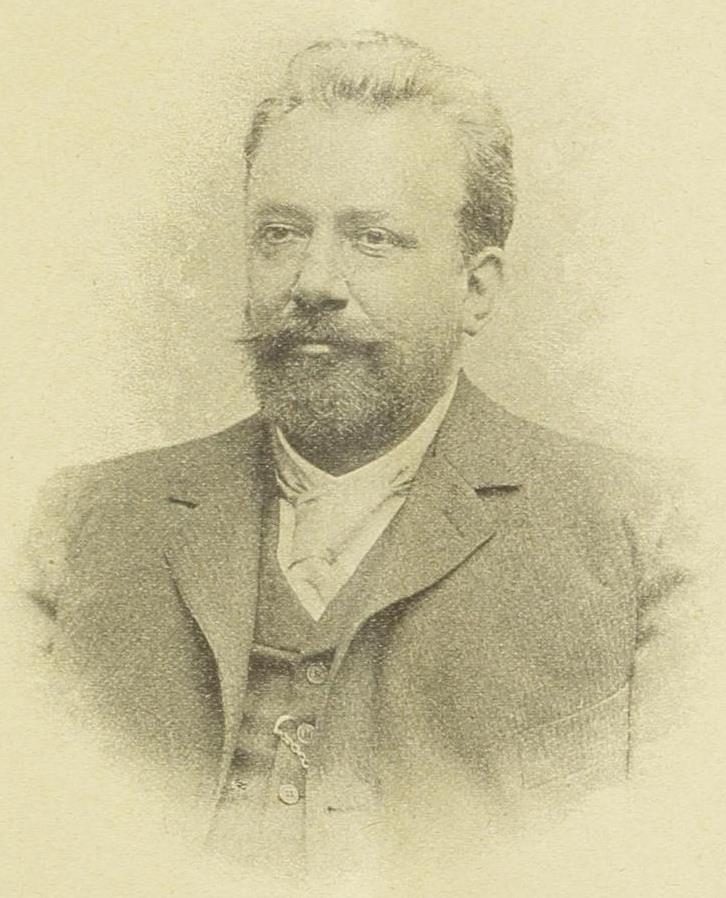
Arno Trachbrodt

Hermann Arno Trachbrodt (* 16. August 1848 in Dresden; † 5. Juni 1911 ebenda) war ein Autograph, Sekretär und Stenograph.

## Leben
Arno Trachbrodt wuchs in glücklichen, wenn auch bescheidenen kleinbürgerlichen Verhältnissen auf. Er nahm am 9. Februar 1865 die erste stenographische Unterrichtsstunde. Im Schnellschriftpreisschreiben gewann er mehrere Preise. Laut einer Anzeige in den „Dresdner Nachrichten“ vom 4. November 1868 gab er den ersten stenographischen Unterricht. Seine erste autographische Arbeit war die Nummer 8 des „Echos“ vom Jahre 1871. Das erste Lehrbuch, das er autographierte, war die leider vergriffene und nur in verkürzter Form aufgelegte „Debattenschrift“ von Professor Heinrich Rätzsch, ferner autographierte er alle Auflagen des umfangreichen Lesebuchs für angehende Gabelsberger Stenografen von Professor Karl Engelhard, Ecksteins Humoresken, Lose Blätter usw., ebenso mehrere Jahre hindurch die Bundeszeitung. Im Ganzen sind es mehr als 100 Bände, deren Autographie seine geschickte Hand besorgt hat. 1876 gab er den ersten stenographischen Portemonnaie-Kalender sowie einen stenographischen Wandkalender heraus.
Sowohl der berühmte Generalstaatsanwalt von Schwarze als auch Benjamin Vetter machten sich seinen flinken Stift dienstbar, Erster für seinen Entwurf zum deutschen Strafgesetzbuch, Letzter – und zwar 17 Jahre hindurch – für seine zoologischen Arbeiten. Auch der Referent der Finanzdeputation der 1. Kammer des Sächsischen Landtags, Kammerherr von Erdmannsdorf, sowie der unvergessliche Minister von Falkenstein verwendeten den flotten Stenographen. Herr von Falkenstein diktierte ihm unter anderem das von ihm verfasste Werk über das Leben König Johanns, des Gelehrten und Dichters auf dem sächsischen Thron.
Sooft festliche Gelegenheiten am Dresdner Hof die Heranziehung eines Stenographen wünschenswert erscheinen ließen, wurde Trachbrodt zur Dienstleistung befohlen, und so hat er viele Reden König Alberts, Kaiser Wilhelms II., Kaiser Franz Josefs von Österreich, des Prinzen Georg und andere aufgenommen. Viele Schüler unterrichtete er an Schulen sowie in freien Unterrichtskursen in der Kunst Gabelsbergers. Die Illustrationen für die Zeitschrift seines Bruders Emil Trachbrodt, Neue Illustrirte Zeitung für Gabelsberger’sche Stenographen, übernahm Arno Trachbrodt seit der ersten Ausgabe. Seine berufliche Tätigkeit übte er als Sekretär beim königlich sächsischen Hofzahlmeisteramt aus. Ein Jahr vor seinem Tod musste er seinen Beruf aufgeben und starb nach langem, schwerem Leiden in Dresden.

## Werke
- Arno Trachbrodt, Humoresken von Eckstein, Dresden 1877, 1880.
- In Freud und Leid. In Stenographie übersetzt und autographiert von Arno Trachbrodt. Fischer, Robert. Verlag: Gabelsberger Stenographenverein, Leipzig 1880
- Die Stenografie nach Franz Xaver Gabelsberger's System zum Selbstunterricht bearbeitet von Emil Trachbrodt: Autografie von Arno Trachbrodt. Leipzig. Ed. Baldamus. 1881.
- Arno Trachbrodt, Almanach, Dresden 1879–1881.
- Trachbrodt, Arno (Hrsg.): Lose Blätter. Ernstes & Heiteres aus den "Münchener fliegenden Blättern" mit den dazugehörigen Illustrationen; in stenografische Schrift übertragen. Leipzig: R. Uhlig, o. J. (1881)
- Arno Trachbrodt, Lesebuch, Dresden 1877, 3. Auflage 1888.